# Анаткасы (Тораевское сельское поселение)
Анаткасы́ (чув. Анаткасси) — деревня в Моргаушском районе Чувашской Республики. Входит в состав Тораевского сельского поселения.

## География
Находится в северо-западной части Чувашии, на расстоянии приблизительно 12 км на запад по прямой от районного центра села Моргауши.

## История
Известна с 1859 года как выселок села Тораево, когда здесь было 499 жителей в 91 дворе. В 1906 году здесь было учтено 149 дворов и 746 жителей, в 1926 — 162 двора и 742 жителя, в 1939 — 774 жителя, в 1979 — 599. В 2002 году было 142 двора, в 2010—125 домохозяйств. В 1930 году был образован колхоз «Октябрь», в 2010 действовал СХПК им. Суворова.

## Население
Постоянное население составляло 424 человека (чуваши 100 %) в 2002 году, 364 — в 2010.